# Kings of Jo'burg
 (juin 2025).
Kings of Jo'burg est une série télévisée sud-africaine qui raconte l'histoire d'une famille criminelle de Johannesburg, la famille Masire. La série combine des éléments de crime, de drame et de surnaturel. Créée par Shona Ferguson, la franchise a gagné en popularité sur Netflix. La première saison a été diffusée le 4 décembre 2020.

## Aperçu général
La franchise suit la famille Masire, dirigée par le charismatique et puissant Simon Masire, qui est le parrain de l'empire criminel de Jo'burg. La famille fait face à divers défis, notamment des luttes de pouvoir, des trahisons et des forces surnaturelles qui menacent leur existence. Au fur et à mesure que l'histoire se déroule, la famille Masire doit naviguer à travers ces obstacles pour protéger ses intérêts et maintenir sa domination dans le monde criminel souterrain.

## Intrigue
L'intrigue de la franchise se concentre sur les activités criminelles de la famille Masire et leurs dynamiques internes. La première saison présente au public l'univers de la famille Masire, dirigée par Simon Masire. Cependant, à la fin de la première saison, Simon disparaît dans des circonstances mystérieuses, laissant un vide de pouvoir au sein de la famille.
Dans la deuxième saison, diffusée le 23 janvier 2023, la famille fait face aux défis de l'absence de Simon et à l'émergence de nouveaux ennemis cherchant à prendre le contrôle du monde criminel souterrain de Johannesburg. La famille Masire doit affronter ses propres démons, naviguer dans des alliances périlleuses et protéger son héritage au milieu d'une malédiction familiale surnaturelle. La saison explore les thèmes de la loyauté, de la trahison et des conséquences du pouvoir.

## Distribution
Shona Ferguson dans le rôle de Simon "Vader" Masire (saison 1), parrain de l'empire criminel de Jo'burg et patriarche de la famille Masire.
Zolisa Xaluva dans le rôle de Mogomotsi "Mo" Masire, le leader réticent de la famille.
Connie Ferguson dans le rôle de Veronica Masire, la sœur jumelle de Simon qui revient dans la famille après 20 ans.
Cindy Mahlangu dans le rôle de Phumzi, l'intérêt amoureux de Mo et un acteur clé dans les opérations de la famille.
TK Sebothoma dans le rôle de Tlotlo Masire, le fils de Mo qui cherche à établir son propre pouvoir au sein de la famille.
Sello Sebotsane dans le rôle de l'agent Stan Mazibuko, l'oncle de Phumzi et un allié crucial de la famille Masire.

## Épisodes

### Aperçu des saisons
| Saison | Épisodes | Diffusion originale |
| ------ | -------- | ------------------- |
| 1      | 6        | 4 décembre 2020     |
| 2      | 8        | 23 janvier 2023     |

### Saison 1 (2020)
| N° général | N° saison | Titre                             | Date de diffusion originale |
| ---------- | --------- | --------------------------------- | --------------------------- |
| 1          | 1         | "Vader (Father)"                  | 4 décembre 2020             |
| 2          | 2         | "My Brother's Keeper"             | 4 décembre 2020             |
| 3          | 3         | "Rise & Fall of the Young Prince" | 4 décembre 2020             |
| 4          | 4         | "Equilibrium"                     | 4 décembre 2020             |
| 5          | 5         | "We Are Brothers"                 | 4 décembre 2020             |
| 6          | 6         | "The Sacrifice"                   | 4 décembre 2020             |

### Saison 2 (2023)
| N° général | N° saison | Titre       | Date de diffusion originale |
| ---------- | --------- | ----------- | --------------------------- |
| 7          | 1         | "Episode 1" | 23 janvier 2023             |
| 8          | 2         | "Episode 2" | 23 janvier 2023             |
| 9          | 3         | "Episode 3" | 23 janvier 2023             |
| 10         | 4         | "Episode 4" | 23 janvier 2023             |
| 11         | 5         | "Episode 5" | 23 janvier 2023             |
| 12         | 6         | "Episode 6" | 23 janvier 2023             |
| 13         | 7         | "Episode 7" | 23 janvier 2023             |
| 14         | 8         | "Episode 8" | 23 janvier 2023             |

## Réception
La franchise a reçu des critiques positives pour son scénario, les performances de son casting et son mélange de genres. Elle a été saluée pour sa capacité à maintenir sa qualité après la mort de son créateur, Shona Ferguson.